# 卡雷尔·斯特罗姆希克
卡雷尔·斯特罗姆希克（捷克語：Karel Stromšík，1958年4月12日—），捷克男子足球运动员，司职守门员。他曾代表捷克斯洛伐克国家队参加1982年国际足联世界杯，结果队伍止步小组赛阶段。